# Ariadne (Schiff, 1872)
Die Ariadne war eine Korvette der deutschen Kaiserlichen Marine und das Typschiff der nach ihr benannten Ariadne-Klasse. Sie wurde zunächst als Glattdeckskorvette bezeichnet, 1884 wurde sie als Kreuzerkorvette eingeordnet. Ihr Name Ariadne ist aus der griechischen Mythologie entlehnt. Die 1871 vom Stapel gelaufene Korvette war von 1872 bis 1890 im Einsatz. In dieser Zeit unternahm sie mehrere längere Auslandsreisen und hielt sich dabei vor allem in Ostasien und der Südsee, aber auch in südamerikanischen Gewässern auf. Ab 1884 diente die Ariadne als Schulschiff und besuchte als solches Westafrika, die Karibik und die nordamerikanische Ostküste.

## Geschichte

### Bau
Der am 24. Oktober 1867 vom Reichstag des Norddeutschen Bundes beschlossene Flottengründungsplan sah unter anderem insgesamt 20 Korvetten vor, die hauptsächlich für den Dienst in Übersee gedacht waren. Bereits am 25. Februar 1868 erhielt die Königliche Werft in Danzig den Auftrag zum Bau einer der geforderten Korvetten, deren Name Ariadne lauten sollte. Die Werft begann im September 1868 mit dem Bau des Schiffs. Die Maschinenanlage der Korvette lieferte das Maschinenbauunternehmen von Franz Anton Egells aus Berlin. Die Geschütze stammten von Krupp. Der Holzrumpf war mit Flacheisen verstärkt. Auf die eisernen Decksbalken waren Eisenplatten aufgenietet, die von Planken aus Fichtenholz abgedeckt waren. Als erste deutsche Korvette erhielt der Bug die bei den Panzerschiffen übliche Form des Rammbugs. Durch den Deutsch-Französischen Krieg verzögerte sich der Bau, sodass die Ariadne erst am 21. Juli 1871 vom Stapel laufen konnte und von Kapitän zur See Franz Kinderling, damals Oberwerftdirektor, getauft wurde. Kinderling war auch der erste Kommandant des Schiffs während der Probefahrten, die im November und Dezember 1872 stattfanden. Während dieser traten einige Mängel sowie Schäden am Schiff auf, die in der Werft behoben werden mussten. Die Probefahrten zeigten aber auch, dass die projektierte Leistung von 2.100 PSi um 160 PSi überschritten wurde. Entsprechend fiel die Höchstgeschwindigkeit mit 14,1 kn geringfügig höher aus als geplant. Der Bau des Schiffs kostete insgesamt 1.840.000 Mark.

### Einsatz

#### Dienst im Übungsgeschwader 1873–1874

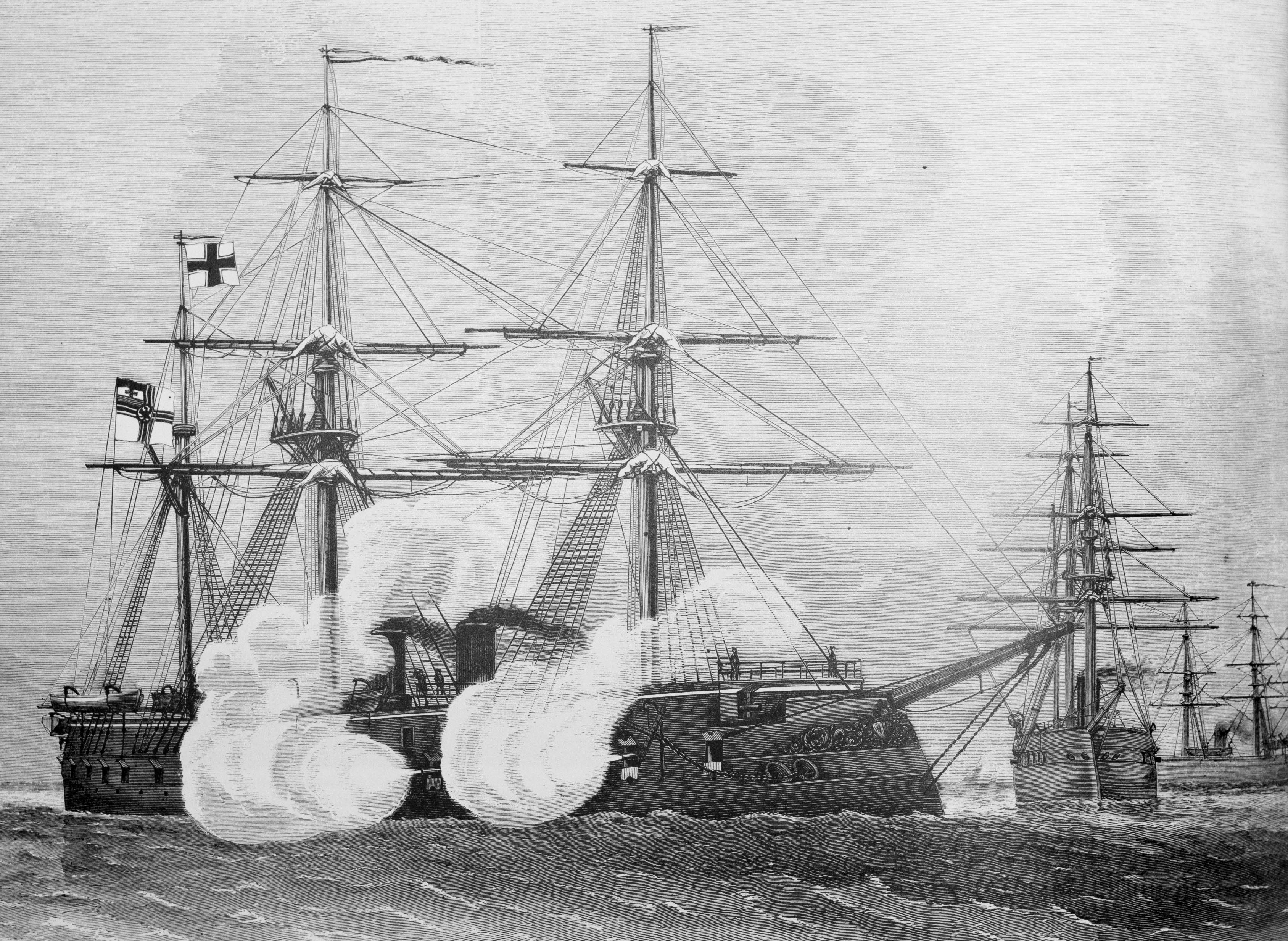
Das Übungsgeschwader in der Danziger Bucht, vorn Kronprinz, dahinter Friedrich Carl und Ariadne. Darstellung aus der Illustrirten Zeitung

Am 15. April 1873 konnte die Ariadne in Danzig wieder in Dienst gestellt werden. Die Korvette lief nach Wilhelmshaven und trat dem Übungsgeschwader bei. Gemeinsam mit der Hertha und der Loreley hatte sie am 22. Mai die Mitglieder des Reichstags und des Bundesrats auf der Außenjade zu begrüßen. Diese waren an Bord der Mosel von Bremerhaven nach Wilhelmshaven unterwegs, wo sie sich über die Hafen- und Werftanlagen sowie die Marine informierten. Die drei Schiffe führten verschiedene Angriffs- und Verfolgungsmanöver vor, welche die Abgeordneten von der Mosel aus beobachteten. Zu den Feierlichkeiten anlässlich der Krönung Oskars II. zum König von Norwegen war die Ariadne im Verband mit dem Übungsgeschwader anwesend. Am 13. Oktober wurde die Korvette in Danzig außer Dienst gestellt, nachdem das Übungsgeschwader bereits am 11. September aufgelöst worden war. Es folgten Arbeiten an der inzwischen als Kaiserliche Werft bezeichneten Bauwerft, während der die Takelung in die einer Bark geändert wurde. Die Segelfläche verkleinerte sich dadurch im Vergleich zur Vollschiffstakelung von 1.582 auf 1.049 m².
Die Ariadne kam am 5. Mai 1874 wieder in Dienst und führte zunächst mehrere Fahrten durch, um die neue Besegelung zu testen. Anschließend gehörte sie erneut zum Übungsgeschwader, das außerdem aus der Friedrich Carl, der Albatross – später durch die Grille ersetzt – sowie der Kronprinz als Flaggschiff des Geschwaderchefs, Konteradmiral Ludwig Henk, bestand. Neben den üblichen Manövern unternahm das Geschwader ab dem 28. Juni eine Fahrt in den Atlantik, um die Hochseetauglichkeit der Schiffe zu testen. Dabei stand es dem deutschen Kronprinzenpaar in Cowes zu repräsentativen Zwecken zur Verfügung. Als weiterer englischer Hafen besuchte das Geschwader Portland. Es kehrte schließlich in deutsche Gewässer zurück und nahm weitere Übungen in der Ostsee vor. In der Danziger Bucht fand ein Zielschießen der Panzerschiffe statt, zunächst auf bei Oxhöft am Strand fest installierte Schießscheiben, anschließend auf von der Ariadne geschleppte Zielhulke. Das Übungsgeschwader wurde nach dem Ende der Manöver aufgelöst. Die Ariadne lief Danzig und Wilhelmshaven an und wurde für einen Auslandseinsatz vorbereitet.

#### Erste Auslandsreise 1874–1876
Am 5. Oktober 1874 verließ die Ariadne Wilhelmshaven. Die Korvette lief durch das Mittelmeer und den Sueskanal nach Ostasien und erreichte an Heiligabend 1874 Singapur, wo sie den Jahreswechsel verbrachte. Am 4. Januar 1875 verließ das Schiff den Hafen wieder und lief über Manila nach Hongkong weiter. Dort löste es die Elisabeth als Stationsschiff ab. Eine wichtige Aufgabe war dabei, chinesische Piraten zu bekämpfen, die eine ständige Gefahr für die Handelsmarine darstellten und gegen die die chinesischen Behörden nicht ausreichend vorgingen. Bei ihrem Einsatz wurde die Ariadne im Jahr 1875 von der Hertha und der Cyclop unterstützt. Ihr Einsatzgebiet erstreckte sich entlang der Küste von Kanton bis Taku. In diesem Bereich liefen die Schiffe verschiedene Häfen an. So lagen Ariadne und Cyclop am 12. September vor Futschou, um die örtlichen Behörden zur Entschädigung für den Schoner Anna zu zwingen, der Opfer eines Piratenüberfalls geworden war. Zu Beginn des Jahres 1876 hielt sich die Ariadne in Amoy auf, um den dortigen Hafen zu vermessen. Mitte April trafen die in Ostasien stationierten Schiffe in Hongkong zusammen, wo auch die aus der Heimat kommende Vineta eintraf. Deren Kommandant, Kapitän zur See Alexander von Monts, übernahm das Kommando über die zu einem Geschwader zusammengefassten Schiffe. Am 1. Juli trat zudem noch die Luise, ein Schwesterschiff der Ariadne, als deren Ablösung zum Geschwader. Die Ariadne trat am 17. Juli die Heimreise an, die wieder durch den Sueskanal führte, und erreichte am 20. Oktober 1876 Wilhelmshaven. Zehn Tage später erfolgte die Außerdienststellung der Korvette.

#### Zweite Auslandsreise 1877–1879

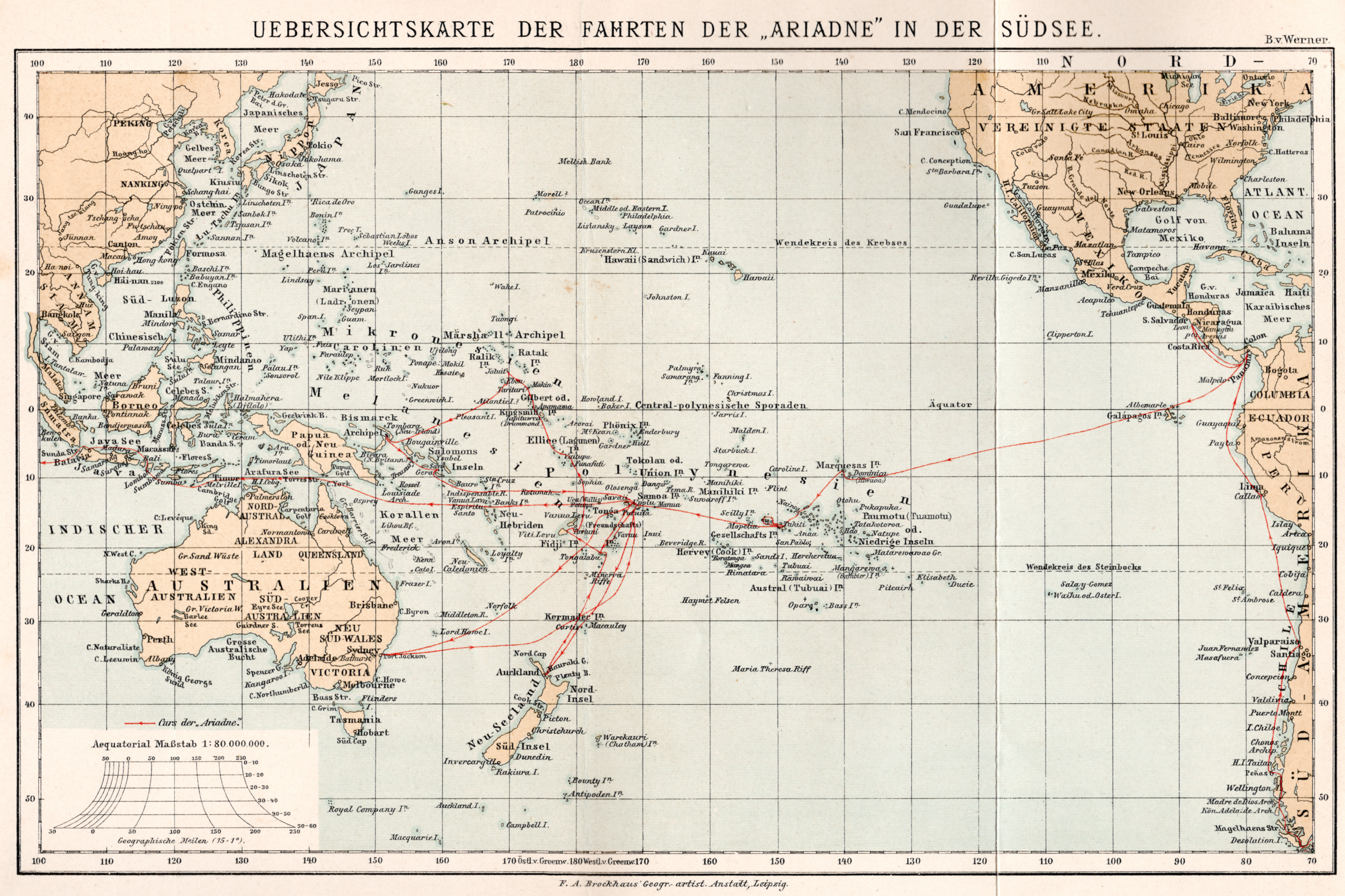
Fahrten der Ariadne in der Südsee (1877–1879)

1877 nahm die Werft eine Grundüberholung der Ariadne vor. Am 15. Oktober kam das Schiff schließlich in Dienst und wurde für eine weitere Auslandsreise ausgerüstet. Es verließ die Heimatgewässer am 30. Oktober. Zunächst lief die Ariadne Margate an, um einen schweren Sturm in der Nordsee abzuwettern. Über Funchal ging die Fahrt nach Rio de Janeiro weiter, wo die Korvette am 16. Dezember ankam und bis Anfang Januar blieb. Auf der weiteren Reise nach Süden lief das Schiff Punta Arenas an, um Kohle zu bunkern. Das dortige Depot hatte jedoch keinen Brennstoff vorrätig. Um weiterhin die Maschinen betreiben zu können – die Ariadne ließ sich wie ihre Schwesterschiffe mit reinem Segelantrieb nur sehr schlecht steuern – musste die Besatzung an Land Brennholz schlagen. Anschließend durchquerte die Ariadne die Magellanstraße, besuchte Porto Agosto und lief dann entlang der chilenischen Küste nach Norden, wobei sie weitere Häfen ansteuerte. In Valparaíso traf sie auf die Leipzig und fuhr mit dieser gemeinsam nach Panama-Stadt weiter. Dort kamen beide Schiffe am 9. März 1878 an. Sie bildeten gemeinsam mit der Elisabeth, die sich bereits vor Panama aufhielt, und der im Karibischen Meer kreuzenden Medusa das Zentralamerikanische Geschwader, dessen Kommando Kapitän zur See Wilhelm von Wickede übernahm.

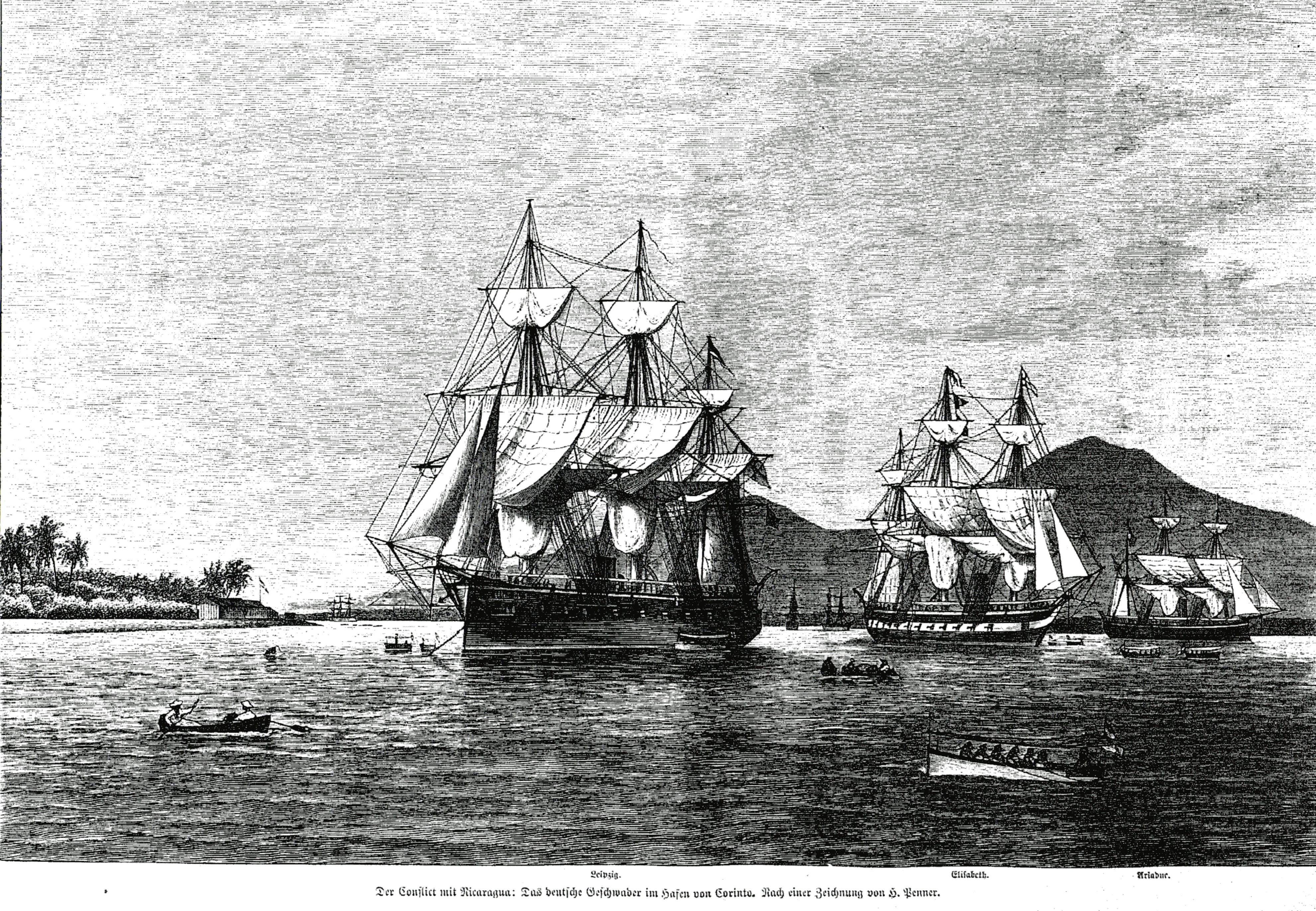
Das Zentralamerikanische Geschwader vor Corinto März 1878. Von links Leipzig, Elisabeth und Ariadne. Zeichnung von H. Penner, Illustrirte Zeitung vom 13. Juli 1878.

Auftrag des Geschwaders war es, die Beilegung der Eisenstuck-Affäre in Nicaragua zu bewerkstelligen. Während die Medusa vor San Juan del Norte lag, begaben sich die drei anderen Schiffe nach Corinto, auf dessen Reede sie am 18. März eintrafen. Nachdem die Hafeneinfahrt mit Beibooten auf Minen abgesucht worden war, liefen die Schiffe am Folgetag in den Hafen ein. Der Erste Offizier der Elisabeth, Kapitänleutnant Wilhelm Stubenrauch, begab sich umgehend nach Managua und überbrachte der Regierung das deutsche Ultimatum. Gefordert wurde die Zahlung von 30.000 US-Dollar, das Salutieren der deutschen Flagge sowie die Bestrafung der für die Affäre Verantwortlichen. Sollte deren Verurteilung nicht binnen zwei Wochen erfolgen, forderte das Auswärtige Amt weitere 8.000 US-Dollar Strafe. Das Ultimatum wurde am 31. März weitgehend angenommen. Von Wickede erhielt die Entschädigung ausgezahlt und in Corintho wurden der deutschen und auch der Flagge Nicaraguas Salut geschossen. Dazu waren 260 nicaraguanische Soldaten und 380 deutsche Matrosen – jeweils 140 von Elisabeth und Leipzig sowie 100 von der Ariadne – ebenso wie alle Kommandanten und Offizier der deutschen Schiffe, nicaraguanische Offiziere und Regierungsvertreter sowie Konsul Moritz Eisenstuck anwesend. Drei Geschütze gaben 21 Salutschüsse für die Reichskriegsflagge ab, die Elisabeth die gleiche Anzahl für die nicaraguanische Flagge. Die geforderte Verurteilung blieb jedoch zunächst aus, weshalb von Wickede die Landungskorps der Schiffe klarmachen ließ. Erst am 6. April wurde ihm bekannt, dass zwischenzeitlich auch diese Forderung erfüllt worden war. Die Affäre war damit beendet. Das Geschwader wurde am 7. April aufgelöst.

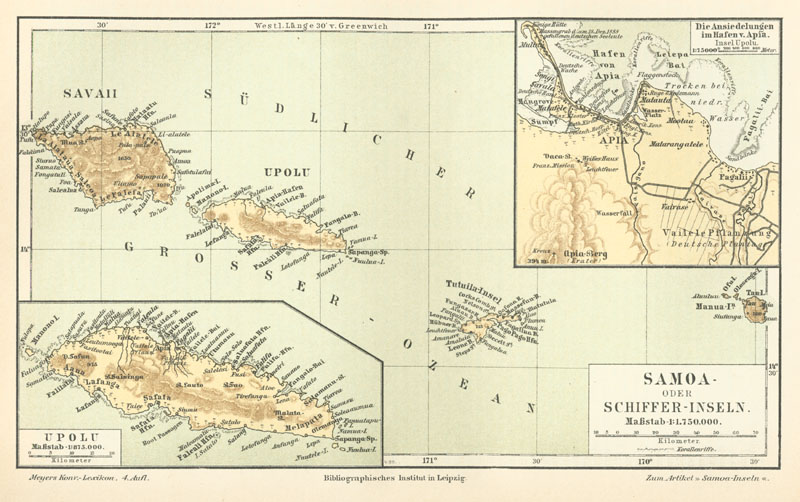
Karte von Samoa, ca. 1888, aus Meyers Konversations-Lexikon

Die Ariadne fuhr zunächst nach Panama zurück und trat von dort die Überquerung des Pazifik an. Sie nahm, vorbei an den Galapagosinseln, Kurs auf Marquesas, wo die Korvette Fatu Hiva und Nuku Hiva anlief. Anschließend besuchte sie Papeete. Dort versicherte Korvettenkapitän Bartholomäus von Werner, Kommandant der Ariadne, der örtlichen Verwaltung, dass die deutschen Niederlassungen vor Ort rein wirtschaftlicher Natur waren und keine Annexionspläne bestanden, gleichzeitig aber auch eine Inbesitznahme durch Drittstaaten von deutscher Seite nicht erwünscht war. Die Ariadne erreichte schließlich am 23. Juni 1878 Apia. Im März 1877 hatte der Kommandant der Augusta, Korvettenkapitän Hassenpflug, mit samoanischen Häuptlingen Handelsverträge geschlossen, die zwischenzeitlich aber durch US-amerikanische Staatsbürger beeinflusst aber einseitig gekündigt worden waren. Stattdessen hatten die Vereinigten Staaten Verträge mit den Samoanern abschließen können, wodurch die ansässigen deutschen Händler und Plantagenbesitzer ihre Marktposition in Gefahr sahen. Von Werner beschlagnahmte daher am 16. und 17. Juli 1878 die Hafenplätze von Falealili und Saluafata auf Upolu für das Deutsche Reich. Die Ariadne verließ Samoa am 16. September in Richtung Sydney, um Kontakt mit der Heimat aufzunehmen. In Sydney kam es auch zur Fahnenflucht einzelner Matrosen.
Das Schiff war am 8. Oktober vor Apia zurück und begann am 20. Oktober eine Fahrt durch die Inselwelt Mikronesiens und Melanesiens. An Bord befand sich auch der deutsche Konsul Weber. Vom 26. bis zum 29. Oktober lag die Korvette vor Nukuʻalofa, vom 30. Oktober bis zum 2. November vor Levuka und Tariani. Weitere Stationen der Reise bildeten Funafuti und Vaitupu, wo von Werner die Gleichberechtigung deutscher Niederlassungen mit denen anderer Staaten vertraglich sichern konnte. Anschließend lief die Ariadne nach Tabiteuea, Abemama und Butaritari. Dabei war es erforderlich, das Seegebiet zu vermessen, da nur ungenaue Seekarten zur Verfügung standen, die berichtigt werden mussten. Auf den Marshallinseln gelang es von Werner am 29. November, mit den Oberhäuptlingen von Jaluit einen Vertrag abzuschließen, der neben einigen Rechten für den deutschen Handel – besonders für die Deutsche Handels- und Plantagengesellschaft, Hernsheim & Co sowie Capelle & Co – die Anlage einer Kohlestation für deutsche Kriegsschiffe gewährleistete. Den Bewohnern der Ralik-Kette gewährte von Werner eine eigene Flagge. Die Ariadne lief Mitte Dezember die Duke-of-York-Inseln Mioko und Makada an. Dort übernahm die Ariadne Proviant und Kohlen. Die gelieferte Menge Brennstoff entsprach jedoch nicht der bestellten, weshalb die Besatzung erneut an Land Brennholz schlagen musste. Es folgte ein kurzer Einsatz der Mannschaft im Norden Neubritanniens, wo sie gegen Eingeborene vorging, die eine Niederlassung von Hernsheim & Co überfallen hatten. Nach einem Besuch von Matupi kehrte die Ariadne zu den Duke-of-York-Inseln zurück und von Werner kaufte am 19. und 20. Dezember auf Mioko und Makada Häfen, die später als Stützpunkte dienen sollten. Die Korvette verließ die Inseln am Folgetag und steuerte zunächst Savo an. Am 16. Januar 1879 kam das Schiff in Apia an, wo tags zuvor auch die Albatross eingetroffen war.
Am 24. Januar 1879 schlossen die samoanischen Häuptlinge einen neuen Vertrag mit dem Deutschen Reich, dem es erlaubt wurde, in Saluafata eine Kohlenstation für deutsche Schiffe zu errichten. Ebenso sicherten die Samoaner den deutschen Händlern dieselben Rechte zu wie den Briten und US-Amerikanern. Im Gegenzug wurden die ein halbes Jahr zuvor beschlagnahmten Häfen Saluafata und Falealili wieder freigegeben. Einen Tag später verließ die Ariadne Apia mit dem Ziel Auckland, um von dort den Vertragsabschluss nach Berlin zu melden. Die Rückreise nach Apia führte über Nukuʻalofa, wo König George Tupou I. im Namen Kaiser Wilhelms ein Orden verliehen wurde. Am 19. Mai kam die Bismarck als Ablösung für die Ariadne in Apia an. Die Ariadne trat daher am 28. Mai gemäß dem am 2. Februar in Auckland erhaltenen Marschbefehl die Heimreise an. Sie lief über die Neuen Hebriden, durch die Torres-Straße und die Arafurasee nach Batavia und erreichte auf dem Weg durch den Sueskanal am 30. September letztlich Wilhelmshaven. Dort endete die knapp zweijährige Auslandsreise, auf der 52.850 sm zurückgelegt worden waren. Die Ariadne hatte 401 Tage in See gestanden sowie 296 Tage in Häfen verbracht. In Wilhelmshaven wurde das Schiff am 12. Oktober 1879 außer Dienst gestellt.

#### Dritte Auslandsreise 1880–1881
Die Kaiserliche Werft Wilhelmshaven nahm während des Winters 1879/1880 eine Grundüberholung der Ariadne vor. So konnte sie bereits am 1. April 1880 wieder aktiviert werden und am 14. April zum dritten Überseeeinsatz auslaufen. Das Schiff sollte die Hansa vor Chile ablösen. Am 6. Juni erreichte die Ariadne Montevideo als Zwischenstation und lief von dort nach Buenos Aires weiter, wo sie vom 14. Juni bis zum 7. Juli auf der Reede blieb. Anschließend lief das Schiff durch die Magellanstraße nach Coronel, das sie am 11. August erreichte. Die Ariadne hatte hauptsächlich den Verlauf des Salpeterkrieges zu beobachten und lief dazu verschiedene Häfen Chiles und Perus an. So war die Korvette auch bei der Landung chilenischer Truppen bei Pisco und der Beschießung Callaos anwesend. In Ancón fanden im Januar 1881 64 Deutsche an Bord Schutz. Vom 16. bis zum 20. Januar waren zudem Besatzungsmitglieder der Ariadne an einem internationalen Einsatz in Lima beteiligt, bei dem die dort lebenden Europäer vor Übergriffen geschützt werden sollten. Die Ariadne wurde am 14. Juli von der Moltke abgelöst. Sie trat zwei Tage später von Valparaíso aus die Heimreise an, auf der sie einen in Frankfurt am Main wegen Betrugs gesuchten und flüchtigen Bankier nach Deutschland brachte. Das Schiff erreichte am 7. Oktober Wilhelmshaven, lief anschließend nach Danzig weiter und wurde dort am 31. Oktober außer Dienst gestellt.

#### Dienst als Schulschiff 1884
Im Jahr 1882 befand sich die Ariadne zu einer weiteren Grundüberholung an der Werft und blieb im Folgejahr ohne Verwendung. Am 15. Juli 1884 kam das Schiff wieder in Dienst. Es fungierte als Schulschiff für Schiffsheizer und Maschinisten sowie für Vierjährig-Freiwillige. Ab Mitte August kam die Ariadne zudem gemeinsam mit der Sophie, der Mars sowie einer Torpedoboots-Flottille während der Herbstmanöver zum Einsatz. Das Kommando über den kleinen Verband hatte Kommodore Alfred Stenzel inne. Seine Aufgabe während der Manöver war die Verteidigung Wilhelmshavens gegen simulierte Angriffe der Übungsflotte.

#### Vierte Auslandsreise 1884–1885

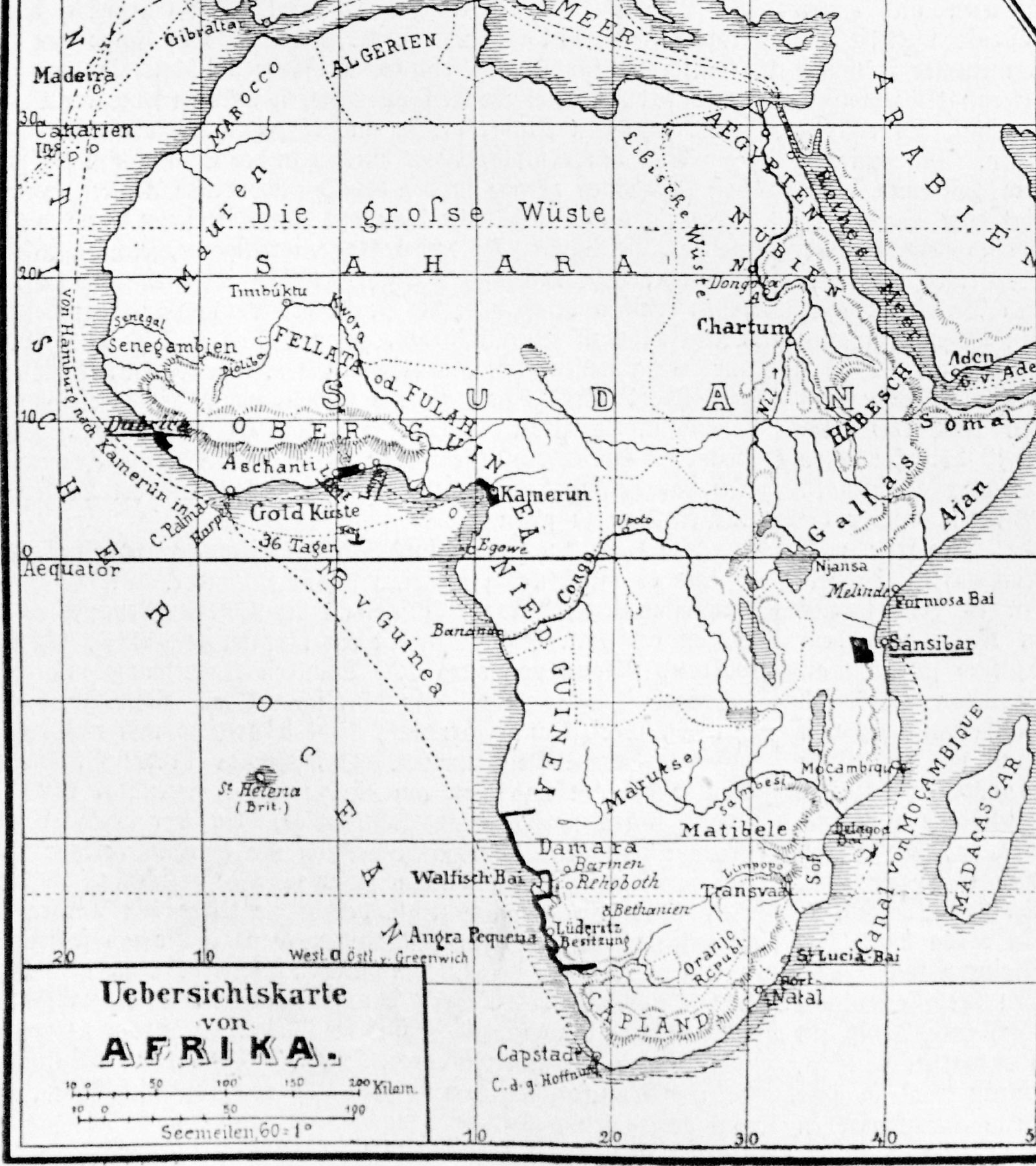
Karte deutscher Besitzungen in Afrika von 1885, Kapitaï und Koba sind als „Dubrica“ genannt

Am 27. September 1884 führte eine Kabinettsorder zur Aufstellung eines Westafrikanischen Kreuzergeschwaders unter Konteradmiral Eduard Knorr. Das Geschwader bestand aus der Bismarck, die Knorr als Flaggschiff diente, der Gneisenau, den Kreuzerkorvetten Sophie und Olga, dem vom Norddeutschen Lloyd gecharterten Handelsschiff Adler als Tender sowie der Ariadne. Die Schiffe verließen Wilhelmshaven am 30. Oktober 1884. Beim Aufenthalt vor São Vicente im November entließ Knorr die Ariadne aus dem Verband. Die Korvette lief gemeinsam mit der Adler Monrovia an. Nachdem dort offene Finanzfragen mit der liberianischen Regierung geklärt waren, begab sich die Ariadne zur Küste Guineas. Der deutsche Kaufmann Friedrich Colin hatte Verträge mit örtlichen Häuptlingen im Gebiet von Kapitaï und Koba geschlossen und den offiziellen Schutz des Deutschen Reichs erbeten. Korvettenkapitän Chüden, Kommandant der Ariadne entsprach diesem Wunsch durch Flaggenhissungen vom 2. bis 5. Januar 1885, obwohl der als Reichskommissar für Deutsch-Westafrika eingesetzte Gustav Nachtigal die Gebiete als französisches Hoheitsgebiet ansah. Bereits Ende des Jahres einigten sich das Deutsche Reich und Frankreich auf einen Austausch mit Gebieten in Togo.
Die Ariadne steuerte in der Folge Freetown an und lag vom 15. Januar bis zum 1. März vor Porto Grande. Anfang März trat sie die Heimreise an. Sie erreichte Wilhelmshaven am 30. März 1885.

#### Dienst als Schulschiff 1885–1890
Die Korvette blieb im Dienst und nahm ihre Tätigkeit als Schulschiff wieder auf. In den folgenden Jahren wurden auf ihr Schiffsjungen ausgebildet. Ab dem Jahr 1888 wurde sie auch offiziell als Schulschiff geführt. Im Sommer 1885 unternahm die Ariadne Fahrten in der Ostsee und nahm an Manövern des Übungsgeschwaders teil. Am 29. September lief die Korvette in Wilhelmshaven ein und trat zum von Kommodore Stenzel auf der Stein befehligten Schulgeschwader. Mit diesem brach die Ariadne am 10. Oktober 1885 zu einer Ausbildungsreise in die Karibik auf, während der verschiedene Häfen besucht wurden. Die Fahrt endete am 27. März 1886 in Wilhelmshaven. Im Sommer 1886 war das Schiff wieder in der Ostsee unterwegs und nahm an den Herbstmanövern teil. Es wurde am 14. Oktober in Kiel außer Dienst gestellt.
Am 1. April 1887 kam die Ariadne wieder in Dienst. Sie unternahm kurze Ausbildungsfahrten in der Ostsee und war Anfang Juni bei der Grundsteinlegung des Kaiser-Wilhelm-Kanals anwesend. Am 12. Juni begann ihre zweite Ausbildungsreise in die Karibik. Dabei besuchte sie auch mehrere Häfen in den Vereinigten Staaten. Nach mehr als einem Jahr, am 25. August 1888, traf das Schiff wieder in Wilhelmshaven ein. Kurz darauf nahm es an den Herbstmanövern im Verband mit der König Wilhelm und den Panzerkanonenbooten Mücke, Camaeleon, Viper und Salamander teil. Der unter dem Befehl von Konteradmiral Max von der Goltz stehende Verband hatte die Verteidigung Wilhelmshavens zu simulieren. Nach dem Ende der Manöver wurde die Ariadne am 29. September 1888 für den Winter wieder außer Dienst gestellt.
Am 16. April 1889 begann die letzte Einsatzzeit der Korvette. Sie begab sich erneut auf eine etwa einjährige Ausbildungsreise in karibische Gewässer. Nach deren Abschluss war die Ariadne an einer Flottenparade sowie an Manövern beteiligt, die beim Besuch eines Geschwaders der Österreichischen Marine vor Kiel abgehalten wurden. Mit ihrer Außerdienststellung am 30. September 1890 endete für die Ariadne ihre Dienstzeit.

### Verbleib
Die Korvette wurde am 14. April 1891 aus der Liste der Kriegsschiffe gestrichen. Die Marine verkaufte das Schiff am 6. Oktober 1891 nach Hamburg, wo es abgewrackt wurde.

## Technik
Die Ariadne war ein Holzschiff, dessen Rumpf in Querspant-Bauweise ausgeführt war und zum Schutz einen Kupferbeschlag über der Kraweelbeplankung erhielt. Decksbalken und -platten bestanden aus Eisen. Die Ariadne war über alles 68,16 m lang und maß an ihrer breitesten Stelle 10,8 m. Bei einer maximalen Verdrängung von 2.072 t lag die Korvette vorn 4,8 m und achtern 5,7 m tief im Wasser.
Die Antriebsanlage der Ariadne bestand aus vier Kofferkesseln und einer dreizylindrigen Dampfmaschine mit 2.260 PSi, die auf einen Propeller mit einem Durchmesser von 4,56 m wirkte. Die Höchstgeschwindigkeit lag bei 14,1 kn. Zudem verfügte die Korvette ursprünglich über eine Vollschiffstakelage mit einer Segelfläche von 1.582 m² an drei Masten. 1873 wurde das Rigg in Danzig zu dem einer Bark verändert und die Segelfläche entsprechend reduziert.
Die Bewaffnung der Ariadne bestand aus sechs Ringkanonen des Kalibers 15,0 cm L/22 und zwei Ringkanonen 12,0 cm L/22. Letztere waren in der Schiffsmitte aufgestellt und konnten nach beiden Seiten feuern. Die gezogenen Kanonen aus Kruppscher Produktion waren sämtlich auf dem Oberdeck aufgestellt. 1882 kamen zusätzlich vier Revolverkanonen des Typs 3,7 cm Hotchkiss an Bord.

## Kommandanten
| 23. November bis 7. Dezember 1872     | Kapitän zur See Franz Kinderling (Probefahrten)       |
| 15. April bis 13. Oktober 1873        | Korvettenkapitän Max von der Goltz                    |
| 5. Mai 1874 bis 30. Oktober 1876      | Korvettenkapitän / Kapitän zur See Heinrich Kühne     |
| 16. April bis 30. Mai 1877            | unbekannt (Überführung)                               |
| 15. Oktober 1877 bis 12. Oktober 1879 | Korvettenkapitän Bartholomäus von Werner              |
| 1. April 1880 bis 31. Oktober 1881    | Korvettenkapitän Georg von Hollen                     |
| 18. Oktober bis 8. November 1883      | Korvettenkapitän Friedrich von Levetzow (Überführung) |
| 15. Juli bis April 1885               | Korvettenkapitän Hermann Chüden                       |
| April bis September 1885              | Korvettenkapitän Volkmar von Arnim                    |
| September 1885 bis April 1886         | Korvettenkapitän / Kapitän zur See Rudolf von Rössing |
| April bis 14. Oktober 1886            | Korvettenkapitän Carl Barandon                        |
| 1. April 1887 bis 29. September 1888  | Korvettenkapitän / Kapitän zur See Carl Barandon      |
| 16. April 1889 bis 30. September 1890 | Kapitän zur See Adolph Claussen von Fink              |